# جو موزفروش
جو موزفروش (انگلیسی: Banana Joe) فیلمی در ژانر کمدی به کارگردانی استنو است که در سال ۱۹۸۲ منتشر شد. از بازیگران آن می‌توان به باد اسپنسر و گانتر فیلیپ اشاره کرد.